# Johann Beck (SS-Mitglied)

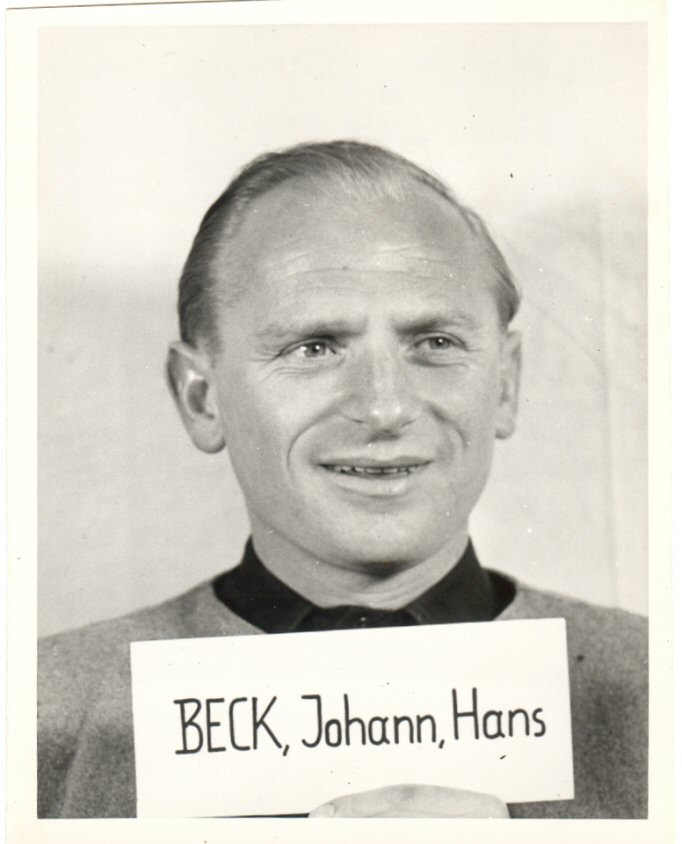
Johann „Hans“ Georg Beck als Zeuge bei den Nürnberger Prozessen.

Johann Georg Beck (* 22. Juli 1888 in Nürnberg; † 7. Januar 1967 in Vaihingen) war ein deutscher SS-Führer, zuletzt im Rang eines SS-Oberführers.

## Leben und Tätigkeit

### Jugend und Erster Weltkrieg
Nach dem Besuch der Volksschule in den Jahren 1894 bis 1902 absolvierte Beck eine Bildhauerlehre bei dem Bildhauer Karl Lehmann in Nürnberg, die er im Juli 1906 abschloss. Anschließend ging er nach Düsseldorf, wo er als Bildhauergehilfe arbeitete und abends die Kunstschule besuchte. 1907 ging er auf Wanderschaft, die ihn nach Hamburg, Hannover und Stade – wo er bei dem Bildhauermeister Wilpert lernte – führte, um anschließend wieder in seine Nürnberger Heimat zurückzukehren. Eine zweite Wanderschaft führte ihn nach Stuttgart, Heidelberg und Worms.
Am 7. Oktober 1909 trat Beck in das 3. Trainbataillon der Bayerischen Armee in Fürth ein. Nach seinem Ausscheiden aus der Armee im Jahr 1911 erhielt er eine Anstellung bei der Firma Metzger & Co., Lebkuchenfabrik in Nürnberg, für die er Ausstellungslebkuchen modellierte. Im November 1911 siedelte er nach München über. Nach einem kurzen Aufenthalt in Zürich arbeitete er bei dem Münchener Professor Morgenroth. In den Jahren bis 1914 lebte er abwechselnd in Nürnberg und München und  arbeitete als Bildhauer beziehungsweise war aufgrund der schlechten Beschäftigungslage für Bildhauer zu dieser Zeit verschiedentlich zeitweise arbeitslos.
Anlässlich der Mobilmachung der Bayerischen Armee am 28. Juli 1914 rückte Beck zum 21. Bayerischen Infanterieregiment ein. Am Ersten Weltkrieg nahm er von August 1914 bis 1918 teil, zuletzt erreichte er den Dienstgrad eines Feldwebels.

### Zwischenkriegszeit
Nach dem Krieg kehrte Beck nach Nürnberg zurück, wo er zunächst als Holzbildhauer bei den Firmen Ficht und Gast (Holzfabrik) Anstellung fand, bevor er sich zusammen mit seinem Freund Lorenz Müller selbständig machte. Zusammen spezialisierten beide sich auf Möbel- und Figurenschnitzereien, bevor beide sich im Gefolge der Inflation von 1923 wieder trennten. Anschließend arbeitete Beck als Bildhauer für Grabsteine, die er zeitweise in einer eigenen Werkstätte und im Betrieb eines Onkels anfertigte. Ab etwa 1925 betrieb Beck zusätzlich zu seiner Bildhauerei auch ein Kleingemüsegeschäft in der Nürnberger Henleinstraße.
Zum 2. Juni 1925 trat Beck in Nürnberg in die neugegründete NSDAP ein (Mitgliedsnummer 6.911). Zum 1. August 1926 (nach anderen Angaben zum 14. Juli 1926) wurde er außerdem Mitglied der SS (SS-Nummer 179). Vom 1. Oktober 1927 bis zum 1. April 1934 führte er die Nürnberger SS: Diese firmierte zunächst bis zum 30. Juni 1930 als SS-Standarte II (Nürnberg-Fürth), dann als SS-Brigade Franken, und dann als 3. SS-Standarte. Seinen eigenen Angaben zufolge wurde die Standarte in den ersten Jahren ihres Bestehens noch als Staffel bezeichnet. Seine Stellung in Nürnberg gab Beck schließlich aufgrund von Konflikten mit dem Nürnberger Gauleiter Julius Streicher auf.
Nachdem Beck im Herbst 1933 sein Gemüsegeschäft verkauft und im Frühjahr 1934 auch seine Bildhauerwerkstatt aufgegeben hatte, siedelte er nach Stuttgart über. Als hauptberuflicher SS-Führer wurde er dort dem damals im Aufbau befindlichen SS-Oberabschnitt Südwest unter Hans-Adolf Prützmann zugeteilt. In diesem bekleidete er bis 1939 die Funktion des Inspekteurs der Stammabteilung. Verwaltungsintern wurde er abwechselnd als SS-Führer z. b. V. im Stab des Oberabschnitts (1. April 1934 bis 15. Juni 1934, 10. September 1934 und 11. Februar 1937 bis 18. Mai 1937), Referent F3 im Stab des Oberabschnitts (15. Juni 1934 bis 10. September 1934 sowie 13. März 1935 bis 1. April 1936), Führer beim Stab des Oberabschnitts (18. Mai 1937 bis 1. März 1938) und Inspekteur der SS-Stammabteilung Südwest (1. April 1936 bis 11. Februar 1937 sowie 1. März 1938 bis Mai 1945) geführt.

### Zweiter Weltkrieg
Zum 1. Oktober 1939 wurde Beck als Stellvertreter des erkrankten Oberführers Friedrich zum Stabskommandanten des SS-Hauptamtes in Berlin ernannt. Diese Stellung behielt er bis zu Friedrichs Rückkehr am 7. Februar 1940 bei. Im April 1940 wurde er ins KZ Oranienburg versetzt. Bis Ende Mai war er dort mit der Zusammenstellung von Wachkommandos aus Angehörigen des Kyffhäuserbundes (Veteranen des Ersten Weltkriegs) befasst, die nach Oranienburg als Sammellager zu dem Zweck einberufen worden waren, von dort aus in Gruppen aufgeteilt und als Wachleute in verschiedene Konzentrationslager geschickt zu werden. Anschließend kehrte er nach Hause zurück.
Im Oktober 1941 wurde Beck erneut einberufen. Er kam zunächst ins KZ Buchenwald, wo er zum Lagerführer ausgebildet werden sollte. Nach Auseinandersetzungen mit dortigen SS-Führern oder aufgrund von Trunkenheit wurde er unter Hausarrest gestellt und im Februar 1942 schließlich ins KZ Mauthausen verlegt. Dort wurde er vom 10. Januar 1942 (nach anderen Angaben bereits seit 28. Januar 1942) bis Februar 1943 (nach anderen Angaben 28. Oktober 1942) – angeblich auf Anweisung Himmlers – als Sonderhäftling wegen Disziplinlosigkeit abseits des eigentlichen Lagerbetriebes unter Arrest gehalten.
Zum 1. März 1943 wurde Beck als Stellvertretender Schutzhaftlagerführer und Stallmeister ins KZ Gusen (Zwillingslager-Komplex des KL Mauthausen) in Oberösterreich geschickt. Bei Kriegsende übergab Beck den Lagerkomplex Gusen im Mai 1945 an die US-Armee.
Bei Kriegsende geriet Beck in US-amerikanische Gefangenschaft und wurde interniert. In den folgenden Jahren wurde er unter anderem als Zeuge im Rahmen der Nürnberger Prozesse vernommen.

## Beförderungen
In der Allgemeinen SS:
- 1. Dezember 1927: SS-Sturmbannführer
- 1. Juli 1930: SS-Standartenführer
- 13. September 1936: SS-Oberführer

In der Waffen-SS:
- 16. August 1940 (mit Wirkung zum 8. Februar 1940): SS-Obersturmführer der Reserve der Waffen-SS
- 21. Juni 1944: SS-Hauptsturmführer der Reserve der Waffen-SS

## Auszeichnungen
- SS-Ehrendegen
- SS-Ehrenring